# برينت ريتشاردز
برينت ريتشاردز (بالإنجليزية: Brent Richards)‏ (20 مايو 1990 ببورتلاند في الولايات المتحدة - ) هو لاعب كرة قدم أمريكي في مركز الهجوم. لعب مع بورتلاند تمبرز وبروتلاند تمبرز 2 وCapital FC ‏.

## وصلات خارجية
- برينت ريتشاردز على موقع الدوري الأمريكي (الإنجليزية)
- برينت ريتشاردز على موقع قاعدة بيانات كرة القدم.إي يو (الإنجليزية)